# Place Louis-Aragon
Ne doit pas être confondu avec Allée Louis-Aragon.
La place Louis-Aragon est une voie publique du 4e arrondissement de Paris.

## Situation et accès
Elle est située entre le quai de Bourbon et la Seine qu’elle surplombe, sur la pointe nord-ouest (pointe aval) de l’île Saint-Louis.
Le quartier est desservi par la ligne 7 à la station Pont Marie.

## Origine du nom

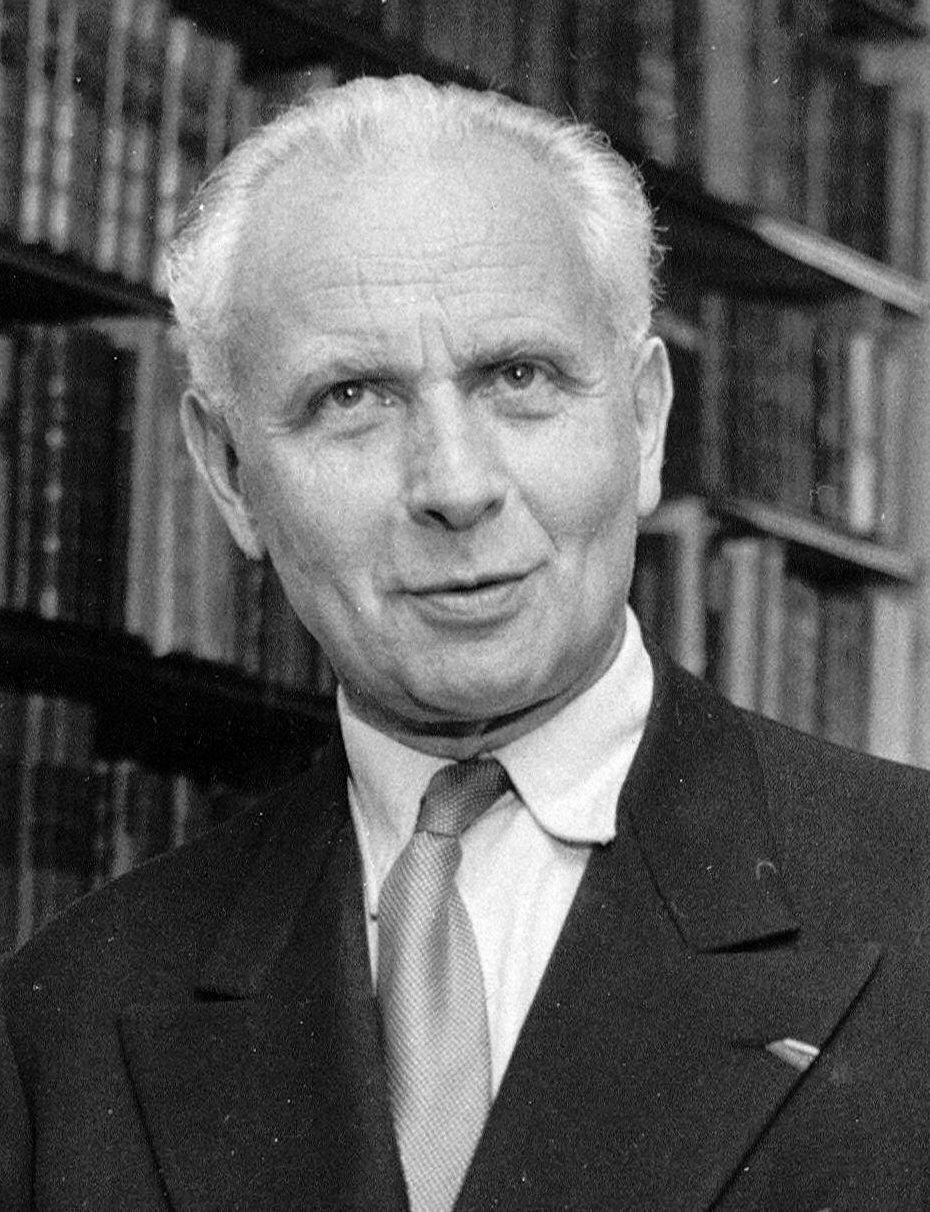
Louis Aragon.

Cette place porte le nom de l’écrivain Louis Aragon (1897-1982).

## Historique
La place Louis-Aragon a été inaugurée à l’occasion du trentième anniversaire de la mort de Louis Aragon, le 27 mars 2012, par Bertrand Delanoë (maire de Paris, PS), Dominique Bertinotti (maire du 4e arrondissement de Paris, PS), Jean Ristat (président de la Société des amis de Louis Aragon et Elsa Triolet) ; Philippe Caubère et Bernard Lavilliers ont donné à entendre deux poèmes d’Aragon ; plus de 200 personnes assistaient à cette cérémonie, dont Olivier Barbarant[réf. nécessaire], Francis Combe[réf. nécessaire], Valère Staraselski[réf. nécessaire], l'écrivain d'origine tchécoslovaque Antonin Liehm, Raoul Sangla[réf. nécessaire], Francesca Solleville[réf. nécessaire], Judith Magre[réf. nécessaire], Gabriel Matzneff. On notait aussi la présence de Jack Ralite, ancien ministre, Pierre Laurent, secrétaire général du Parti communiste français.
Il existait déjà (depuis 1985) une allée Louis-Aragon à Paris (1er arrondissement) qui, au moment de l’inauguration de la place dédiée au même écrivain, était incluse dans le périmètre des travaux de rénovation des Halles.
C’est en juin 2011 qu'à la demande des élus communistes (Parti communiste français ou PCF), le Conseil de Paris a décidé de dédier une voie publique moins incertaine à l’écrivain.
Cette place est située sous les fenêtres du héros éponyme du roman Aurélien de Louis Aragon.
La plaque de rue comporte ces quelques vers  :
Connaissez-vous l’île 

Au cœur de la ville 

Où tout est tranquille

Éternellement

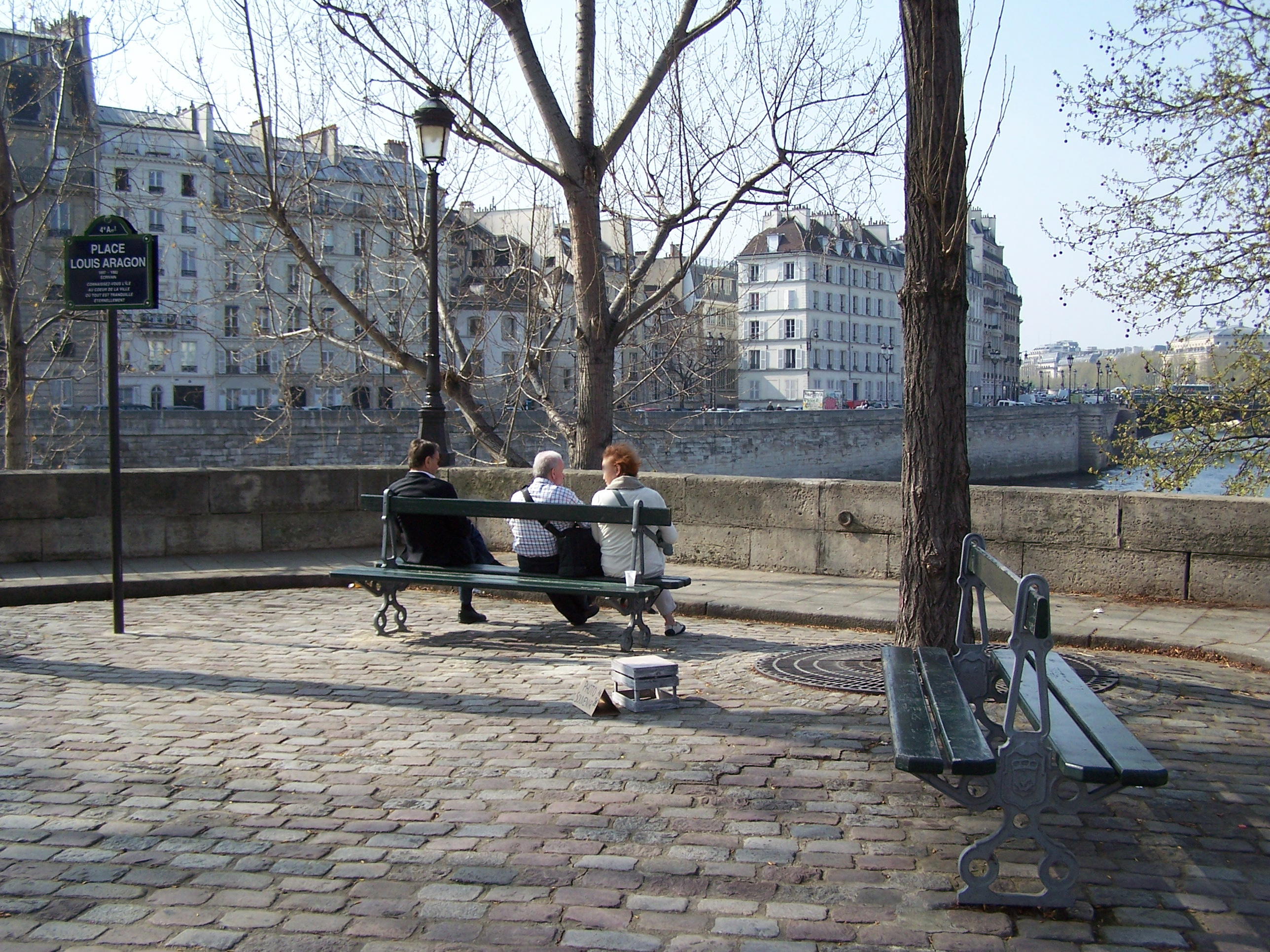
La place Louis-Aragon.
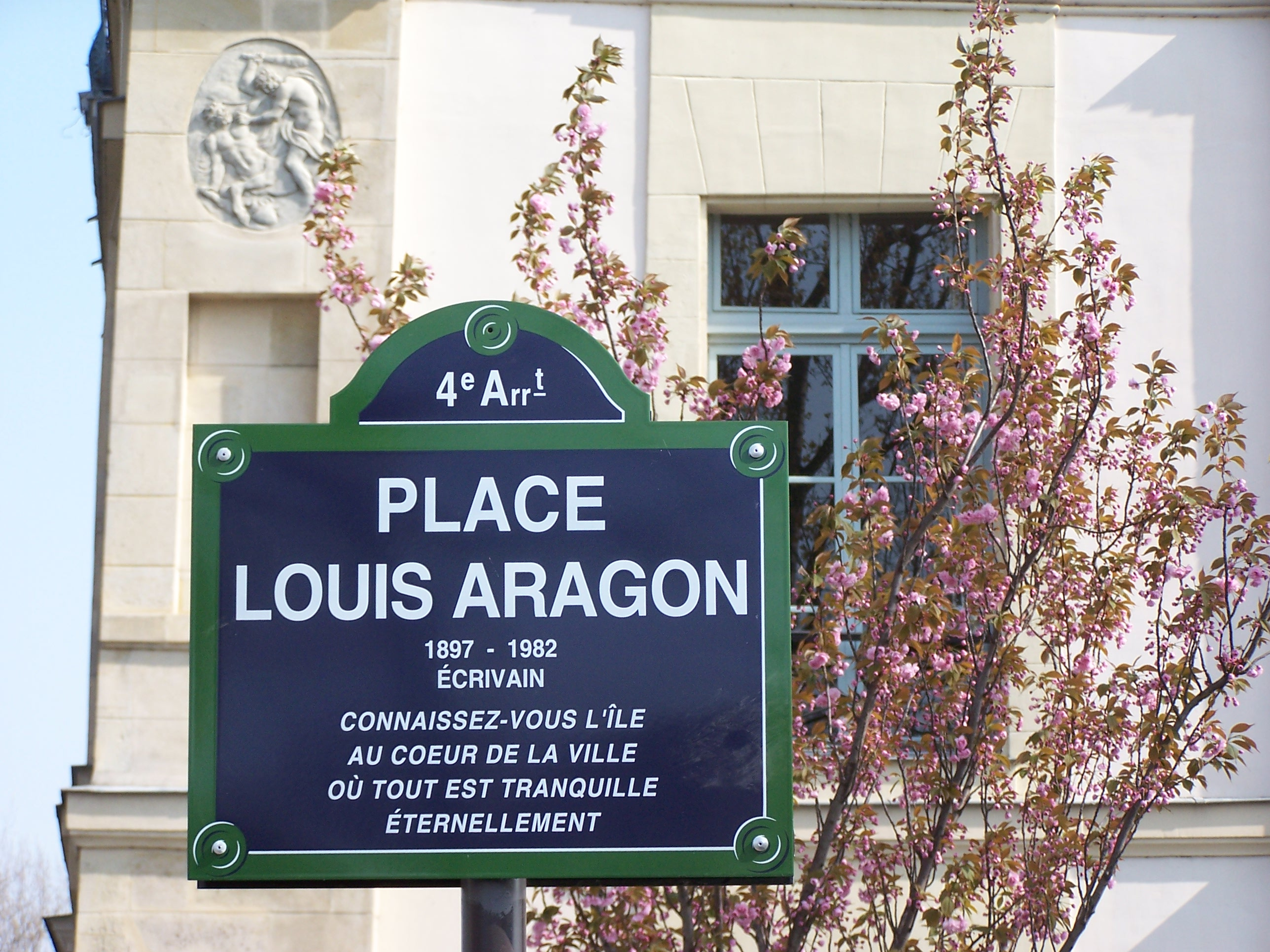
La plaque de rue de la place Louis-Aragon avec, au fond, un bâtiment du quai de Bourbon.
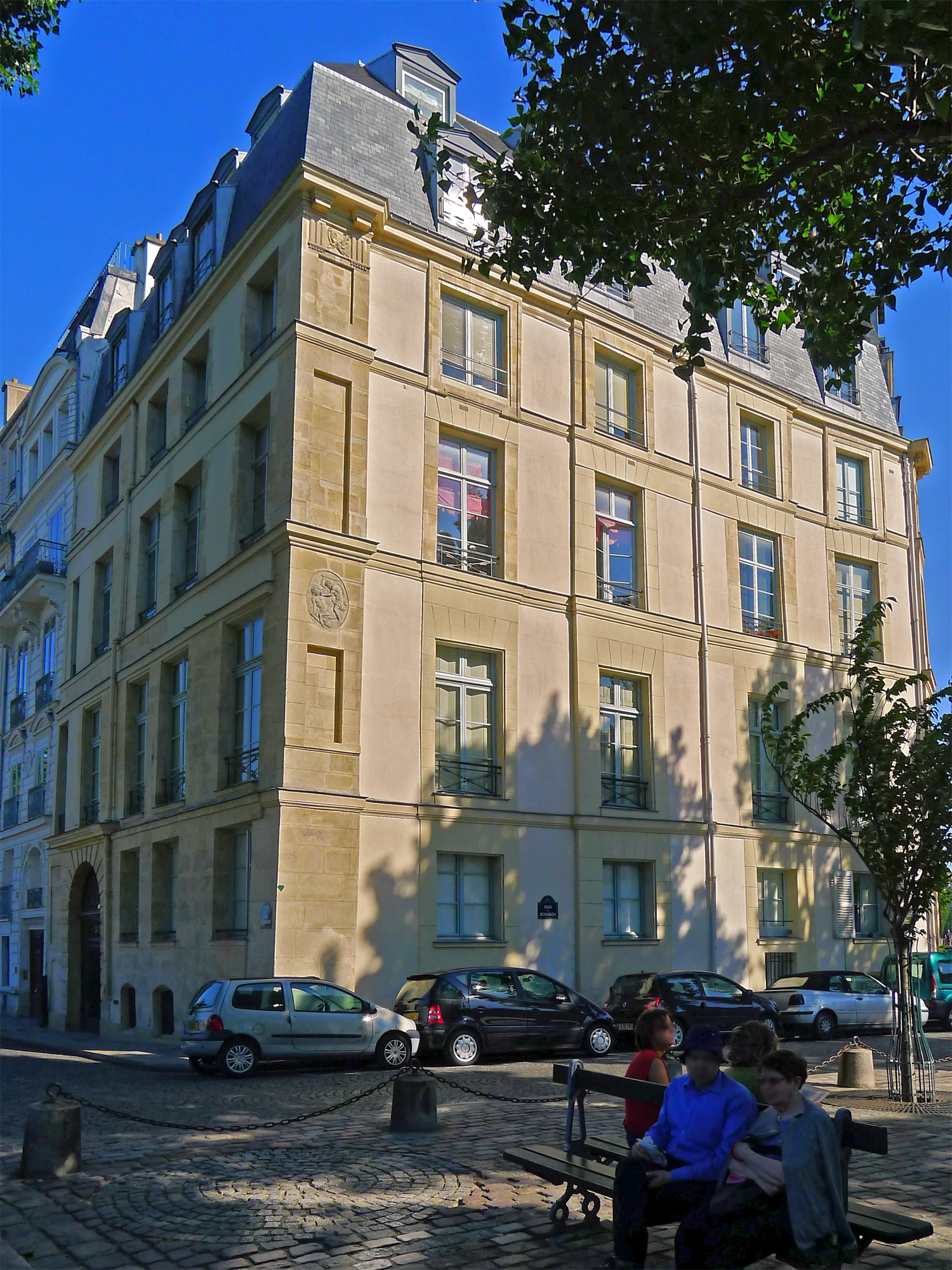

## Bâtiments remarquables et lieux de mémoire

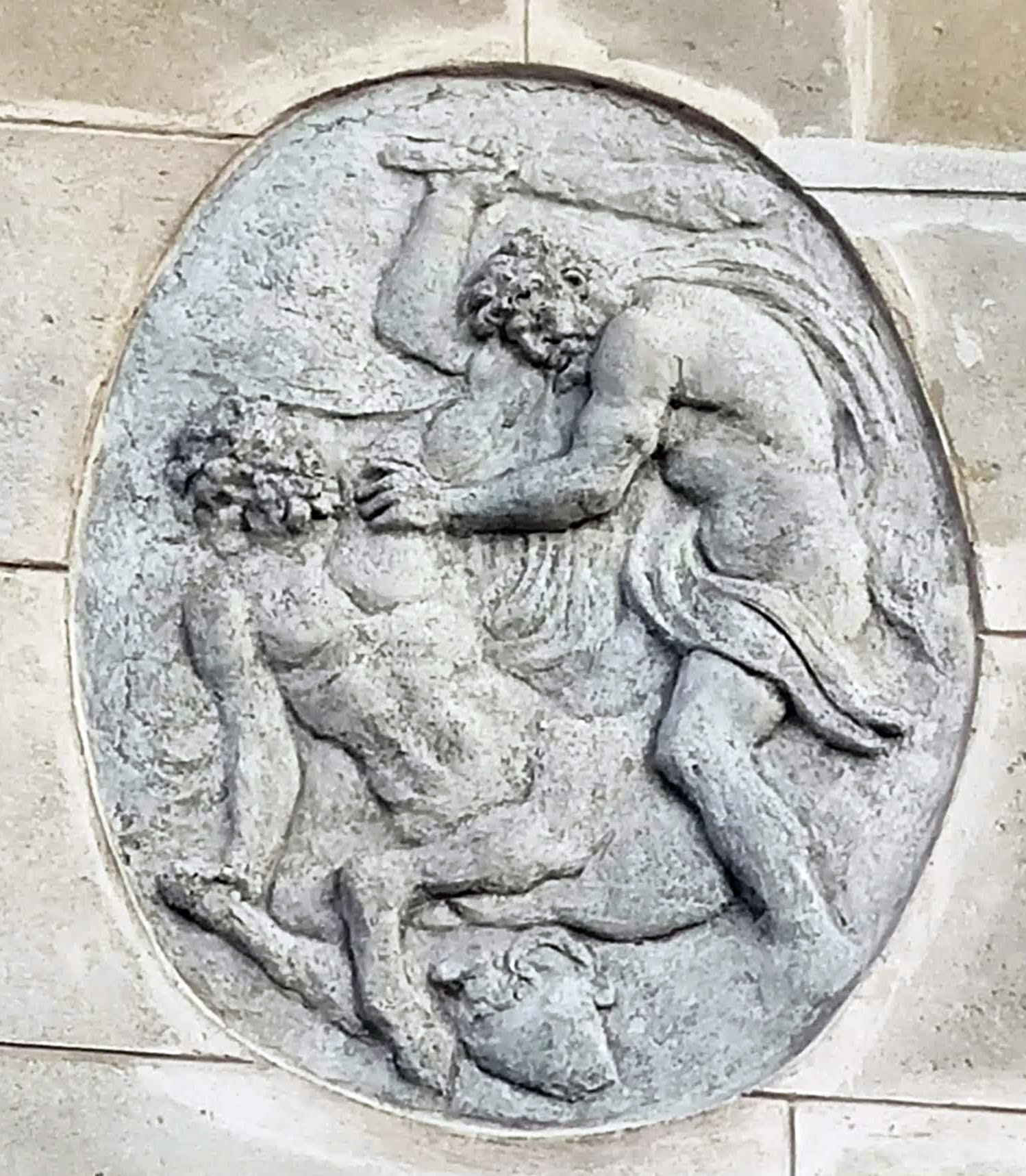
Médaillon donnant son nom à la maison dite du Centaure, dont une façade donne sur la place.

La place Louis-Aragon est un simple espace piétonnier entièrement pavé, agrémenté de plusieurs arbres et de quelques bancs.
Elle présentait autrefois une fontaine qui a été retirée. Le tuyau de canalisation bouché est encore visible sur le sol.
Cette place ne comporte aucune maison. Une chaîne sépare la place de la chaussée du quai de Bourbon. 

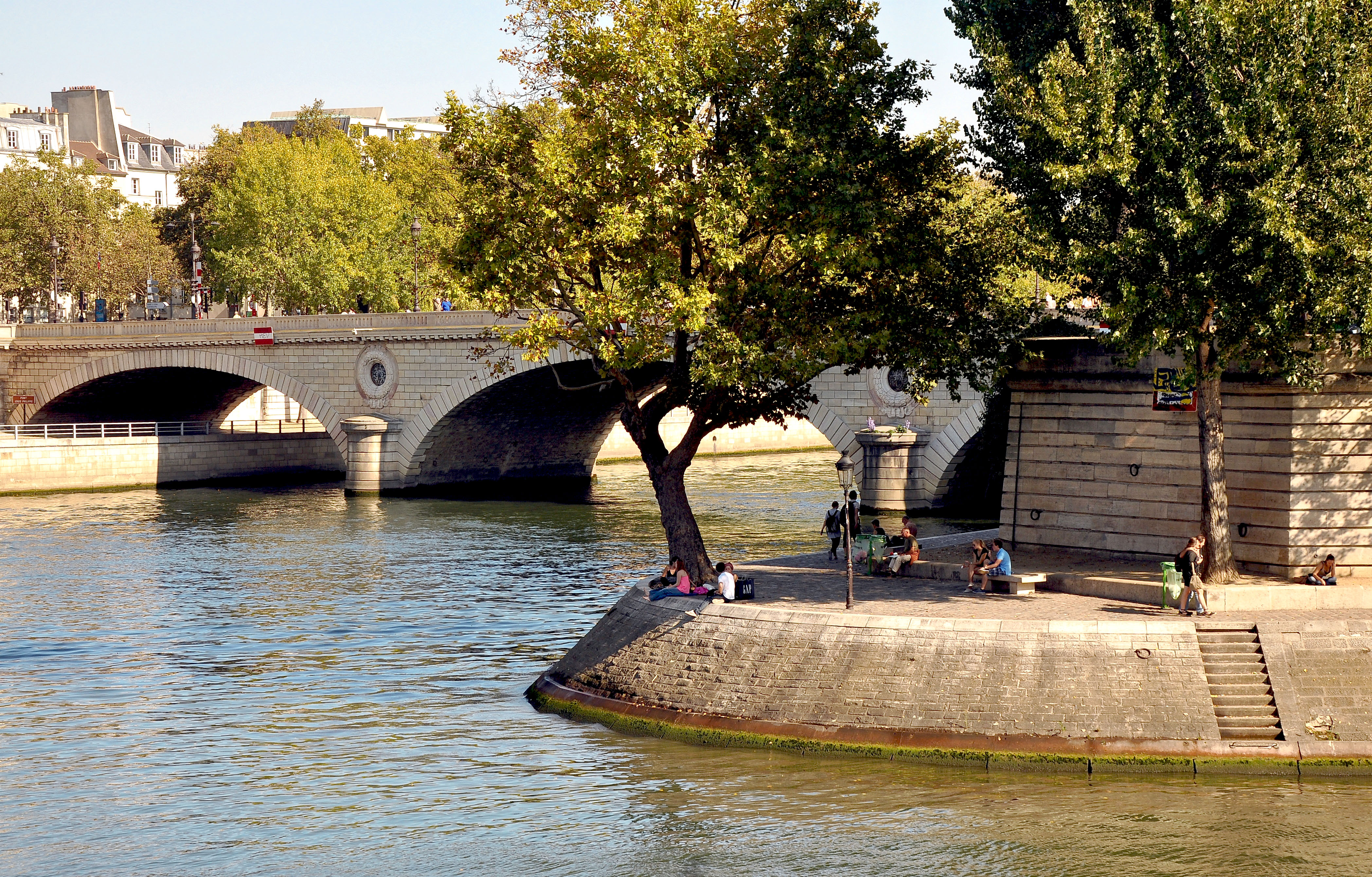
Les berges de la pointe nord-ouest de l’île Saint-Louis sont surplombées par la place Louis-Aragon.

La place Louis-Aragon surplombe un espace sur berges auquel on peut accéder par des escaliers assez proches.